# Knattspyrnufélagið Berserkir
Knattspyrnufélagið Berserkir là một câu lạc bộ bóng đá Iceland đến từ Reykjavík, hiện tại đang thi đấu ở 4. deild karla.
Thực tế đây là đội dự bị của Knattspyrnufélagið Víkingur.